# David Malpass
David Robert Malpass (Petoskey, Míchigan, Estados Unidos, 8 de marzo de 1956) es un economista estadounidense y expresidente del Banco Mundial.
El 5 de abril de 2019 fue elegido como nuevo presidente del Banco Mundial cargo que ocupó hasta el año 2023

## Biografía
Se desempeñó como subsecretario del Tesoro para Asuntos Internacionales bajo Donald Trump, subsecretario adjunto del Tesoro bajo Ronald Reagan, subsecretario adjunto de Estado bajo George H. W. Bush. Se desempeñó como economista jefe de Bear Stearns durante los seis años anteriores a su colapso.
Durante las elecciones presidenciales de Estados Unidos de 2016, Malpass se desempeñó como asesor económico de Donald Trump, y en 2017 fue nominado y confirmado Subsecretario del Tesoro para Asuntos Internacionales en el Departamento del Tesoro. Malpass fue elegido presidente del Banco Mundial el 4 de abril de 2019, habiendo sido designado para el cargo en febrero de 2019 por la administración Trump. Asumió formalmente el cargo el 9 de abril de 2019..